# Herb Liepgarten
Herb Liepgarten stanowi hiszpańską tarczę herbową, w której jej srebrnej podstawie niebieski falisty pasek, nad podstawą na złotym polu zielone trójwzgórze; pokryte spadającym, złotym owocostanem lipy oraz pięcioma torebkami; na trójwzgórzu czerwona lipa z zielonymi liśćmi. 
Herb został zaprojektowany przez mieszkańca gminy Dietera Pahla i zatwierdzony 2 maja 2001 przez Ministerstwo Spraw Wewnętrznych (Bundesministerium des Innern, für Bau und Heimat).

## Objaśnienie herbu
Lipa oraz trójwzgórze w herbie są wizualnym odniesieniem do słowiańskiego pochodzenia nazwy miejscowości i gminy Lipia Góra. Owocostan oraz drzewo symbolizują jednocześnie naturalny cykl. Niebieski falujący pasek symbolizuje przepływającą przez teren gminy rzekę Wkrę (Uecker).